# Йоун Тоур Биргиссон
Йоун Тоур «Йоунси» Биргиссон (исл. Jón Þór «Jónsi» Birgisson, родился 23 апреля 1975 года) — вокалист и гитарист исландской пост-рок-группы Sigur Rós. Отличительной чертой техники Биргиссона является игра на электрической гитаре скрипичным смычком. Использует фальцет, по другим данным, обладает контратенором.
В начале 1990-х Йоунси был лидером гранжевой группы Stoned и рок-группы под названием Bee Spiders, которая в 1995 году выиграла конкурс для начинающих групп под названием «Músíktilraunir». С 1994 года он является лидером Sigur Rós. Название образовано от имени сестры Йоунси Сигуррос (исл. Sigurrós), которое широко распространено в Исландии.
Йоунси Биргиссон — открытый гей. Йоунси и его партнёр Алекс Сомерс вместе создали проект Riceboy Sleeps, выпускающий графические работы и эмбиентную музыку. Самостоятельно пишет электронную музыку под псевдонимом Frakkur. Он также слеп на правый глаз. Йонси убежденный вегетарианец.

## Франшиза «Как приручить дракона»
Йоунси написал и исполнил песню «Sticks and Stones» для мультфильма 2010 года «Как приручить дракона», на которую DreamWorks Animation 17 декабря 2010 года, выпустила музыкальное видео. В 2014 году, Йоунси вместе с композитором Джоном Пауэллом, снова написал и исполнил песню «Where No One Goes» для сиквела «Как приручить дракона 2». В 2019 году, Йоунси в третий раз написал и исполнил песню «Together from Afar» для третьей и заключительной части франшизы «Как приручить дракона 3».

## Дискография
- Riceboy Sleeps (2009)
- Go (2010)
- Go Quiet (2010)
- Go Live (2010)

## Синглы
- Animal Arithmetic (2010)